# Gagik Hovounts
Gagik Gedeonovitch Hovounts, né le 1er mars 1930 à Erevan et mort le 1er septembre 2019 dans la même ville, est un compositeur soviétique puis arménien.

## Biographie
Né à Erevan le 1er mars 2019, Gagik Hovounts a étudié le violon et la composition au conservatoire de cette ville. Il y a par la suite enseigné la théorie musicale, jusqu'en 1964. Il est l'auteur d'un traité d'harmonie.

## Œuvre
Gagik Hovounts a écrit des œuvres pour instruments solo et duo, pour ensemble de musique de chambre, pour chœur et pour orchestre. 
Certaines de ses œuvres sont éditées par le producteur russe Melodya (« фирма Меподия »), tandis que d'autres ont été interprétées par les solistes de l'Orchestre symphonique d'URSS. En France, Hovounts a notamment été joué au festival de musique de chambre « les Musicimes » de Courchevel (2006 - Xe édition).

## Démarche artistique
La démarche affirmée de Gagik Hovounts en matière de composition consiste en la mise en avant de l'approche musicale, par opposition à l'approche théorique, afin d'en préserver la spontanéité.

## Répertoire

### Musique de chambre
- 2 pièces pour 2 pianos, Op. 19
- 10 pièces-monogrammes pour piano, Op. 17
- 12 pièces pour instruments d'orchestre symphonique et piano, Op. 4
- Sonate pour piano No.1, Harmony of Lad, Op. 11
- Sonate duo pour violon et violoncelle, Op. 13
- Quatuor à cordes, Op. 1
- Sonate, Op. 20 (création française : 2007)
- Trio, Op. 21

### Musique orchestrale
- Inventions de concert pour violoncelle et orchestre Harmony of Sound, Op. 10
- Concerto pour piano, Op. 16
- Concerto pour violon, Op. 12